# Leonardo Ciampa
Leonardo Antonino Ciampa (Boston, 17 gennaio 1971) è un organista, pianista e compositore statunitense di origini italiane.

## Biografia
Ciampa è nato a East Boston da genitori italoamericani di origini irpine e siciliane. Fin da giovane studiò presso al New England Conservatory, studiando pianoforte con Ronald Tardanico, Wha Kyung Byun e Jacob Maxin e organo con Yuko Hayashi. Era Composer-in-residence 2021-2023 di Mechanics Hall di Worcester (Massachusetts). Dal 2024 è organista della chiesa Our Lady of the Angels (anche a Worcester) e dal 2015 Maestro di Cappella Onorario della Basilica di Sant'Ubaldo di Gubbio. Era direttore artistico dei concerti organistici presso il Massachusetts Institute of Technology (MIT) (2009-2016) e direttore-fondatore dell'Arts MetroWest (2012-2019). Come concertista d'organo, Ciampa si è esibito in Austria, Germania, Svizzera, e soprattutto Italia, ove ha suonato in numerosi festival internazionali (tra i quali Festival Perosiano,  Festival Organistico Lauretano, Festival Biellese, Organi Storici della Valsesia, Le Voci della Città e il Reate Festival). Si è esibito ai cattedrali di Vienna, New York City, Boston, Lucca, Altenberg, Brandenburg, Tortona e Biella; alle basiliche di Roma, Torino, Loreto, Tortona, Gubbio, Absam e Rieti; e nelle abbazie di Dürnstein e Camaiore.
Ha composto Carusiana (per il centenario della morte di Enrico Caruso, eseguita a Mechanics Hall), la Kresge Organ Symphony, commissionata da MIT ed eseguita a Kresge Auditorium; Missa Pamphyliana, eseguita alla Basilica di Sant'Ubaldo di Gubbio; The Annunciation, cantata per coro, solisti, ed archi; Suite Siciliana (op. 145) per due violini, pianoforte, ed orchestra da camera; varie Sinfonie d'Organo; un concerto per pianoforte ed organo; ed una gran quantità di musica organistica.
Come concertista di pianoforte, Ciampa si nota in particolare per le sue interpretazioni di Chopin. Ha commemorato il suo bicentenario a Boston con sei concerti alla First Church.
Le sue pubblicazioni includono Gigli, The Twilight of Belcanto ("Il crepuscolo del belcanto"), con un'intervista al soprano Virginia Zeani, e Don Lorenzo Perosi.